# Эпкин (Жумгальский район)
Эпкин (кирг. Эпкин) — село в Жумгальском районе Нарынской области Кыргызстана. Входит в состав айылного аймака Тугол-Сай.

## География
Село расположено в северо-западной части области, на правом берегу реки Джумгал, на расстоянии приблизительно 15 километров (по прямой) к северо-востоку от села Чаек, административного центра района. Абсолютная высота — 1910 метров над уровнем моря.

## Население
Согласно оценочным данным Национального статистического комитета Кыргызской Республики, численность населения села на начало 2023 года составляла 548 человек.
| год     | 2009 | 2014 | 2015 | 2020 | 2021 | 2023 |
| ------- | ---- | ---- | ---- | ---- | ---- | ---- |
| человек | 508  | 467  | 469  | 514  | 514  | 548  |